# جيراردو ماشادو
جيراردو ماشادو (بالإسبانية: Gerardo Machado)‏ (و. 1871 – 1939 م) هو سياسي من كوبا ولد في سانتا كلارا.

## روابط خارجية
- جيراردو ماشادو على موقع الموسوعة البريطانية (الإنجليزية)